# Dittrichia viscosa
 Inula vischiosa (nome scientifico  Dittrichia viscosa   (L.) Greuter, 1973) è una specie di pianta angiosperma dicotiledone della famiglia delle Asteraceae (sottofamiglia Asteroideae, tribù Inuleae e sottotribù Inulinae).

## Etimologia
Il nome del genere (Dittrichia) è stato dato in onore di Manfred Dittrich (1934-), botanico germanico. L'epiteto specifico (viscosa) deiva dal latino "viscum" (= appiccicoso, viscido).
Il nome scientifico della specie è stato definito dai botanici Carl Linnaeus (1707-1778) e Werner Rodolfo Greuter (1938-) nella pubblicazione " Exsiccatorum Genavensium e Conservatorio Botanico Distributorum Fasciculus. Geneva" (Exsicc. Genav. Conserv. Bot. Distrib. Fasc. 4: 71) del 1973.

## Descrizione

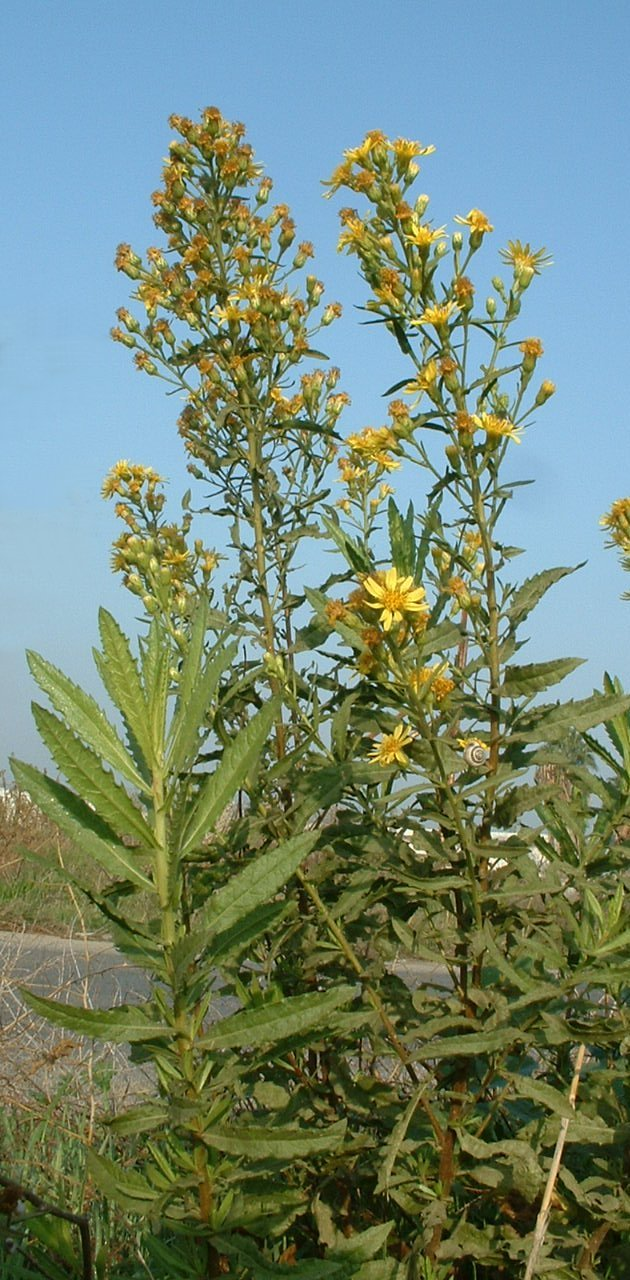
Il portamento

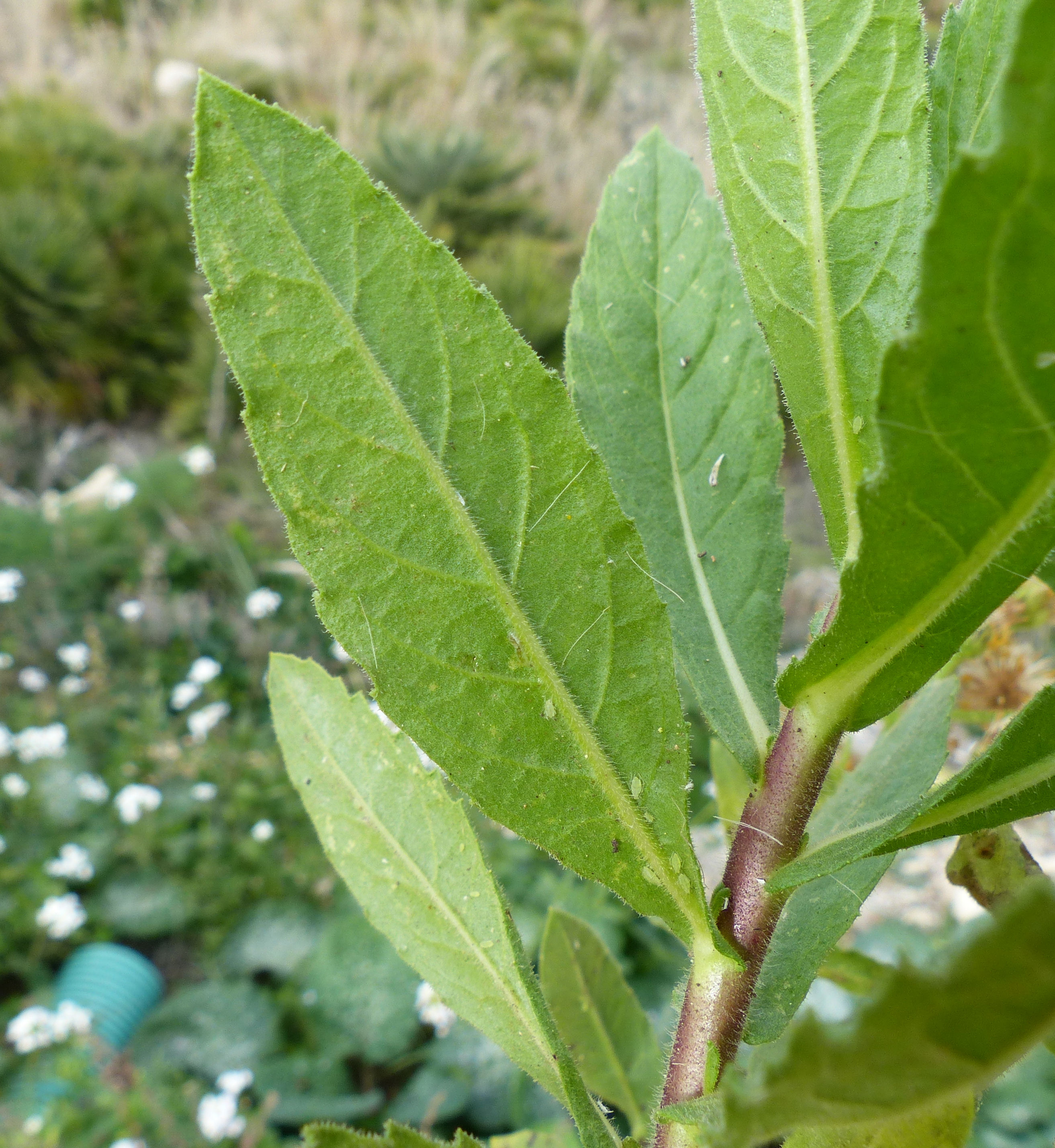
Le foglie

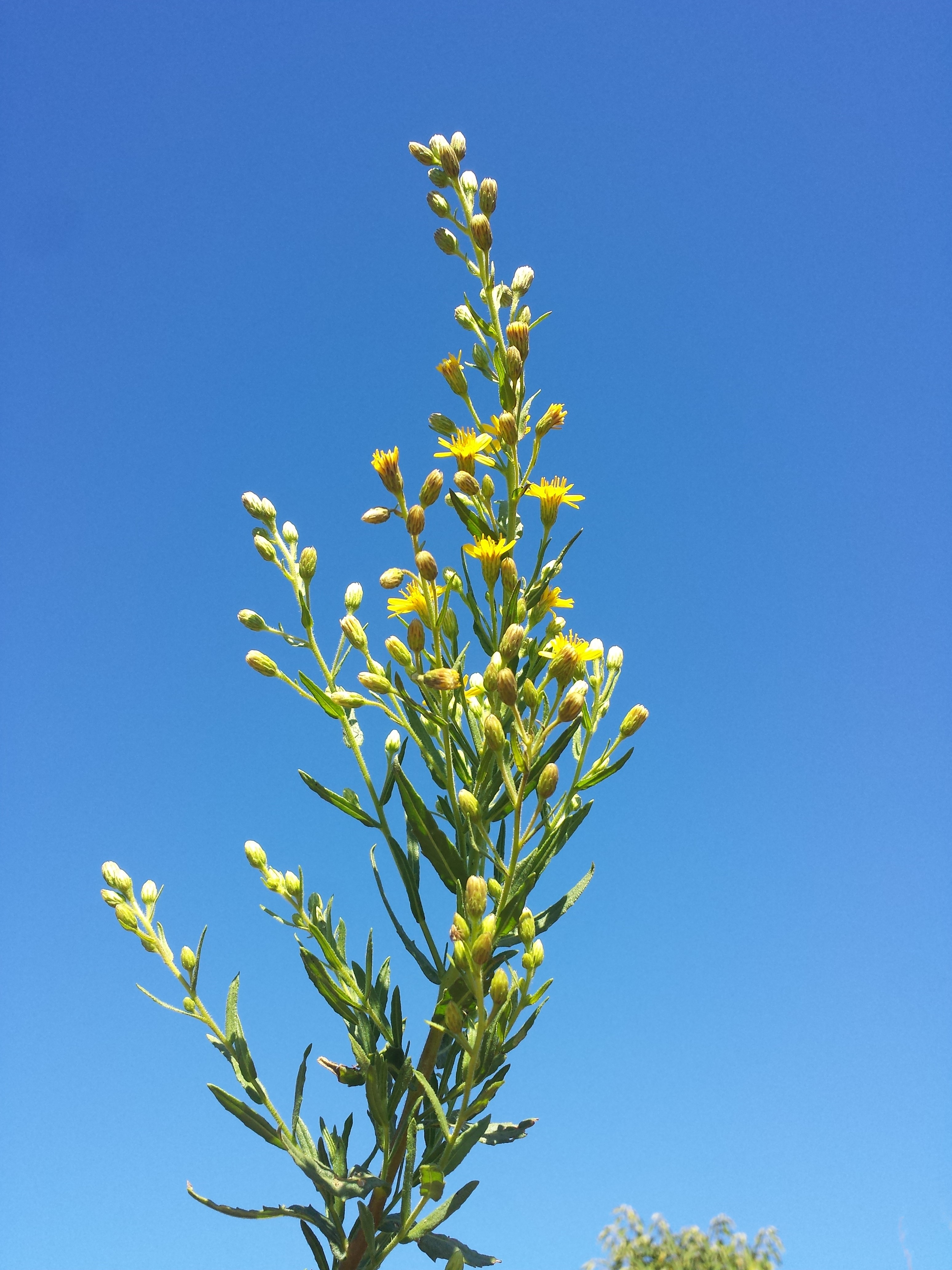
Infiorescenza

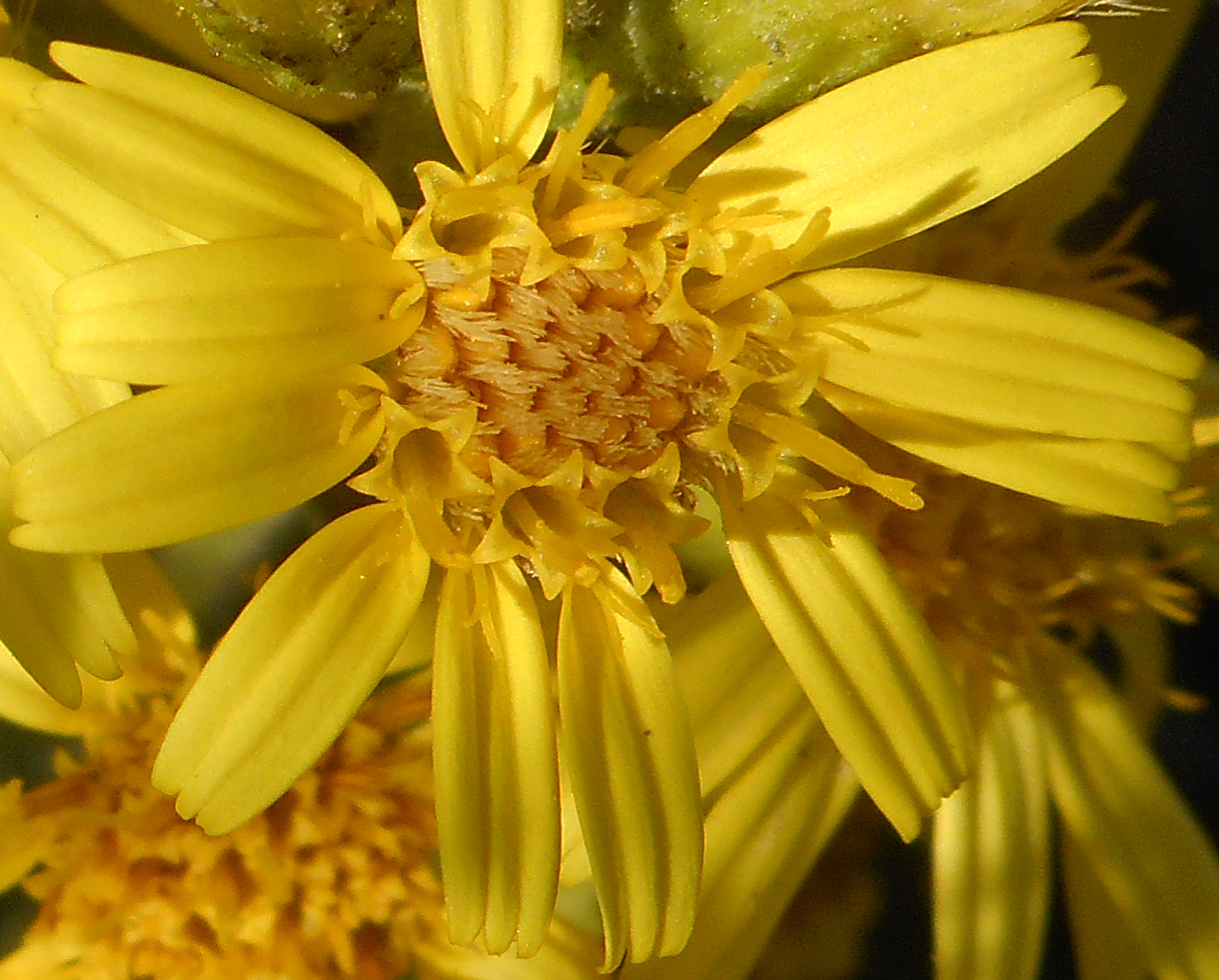
I fiori

Portamento. La specie di questa voce è una erbacea con un ciclo biologico annuale o perenne. La forma biologica è emicriptofita scaposa (H scap), ossia in generale sono piante erbacee, a ciclo biologico perenne, con gemme svernanti al livello del suolo e protette dalla lettiera o dalla neve e sono dotate di un asse fiorale eretto e spesso privo di foglie. Tutta la pianta è vischiosa ed emana un forte odore aromatico di resina.
Fusto. La parte sotterranea del fusto consiste prevalentemente in rizomi. Generalmente il floema è privo di strati fibrosi; inoltre sono assenti i tessuti latticiferi. La parte aerea, più o meno cespugliosa, è eretta e legnosa alla base; è ispido nella parte distale. Altezza media: 4-15 dm.
Foglie. Le foglie sono irregolarmente alterne o sparse, sessili quelle inferiori, amplessicauli quelle superiori, con lamina lanceolata e margine intero, dentato o seghettato a denti radi. In genere sono persistenti. Dimensione delle foglie: 6-12 x 40-60 mm. 
Infiorescenza. Le infiorescenze sono formate da capolini in strutture racemose o pannocchie. I capolini sono di tipo radiato eterogamo e sono formati da un involucro composto da brattee disposte in modo embricato al cui interno un ricettacolo fa da base ai fiori ligulati periferici o fiori del raggio e ai fiori tubulosi quelli centrali o del disco. L'involucro è emisferico-conico. Le brattee, lineari e lunghe 6-8 mm, sono disposte generalmente su 3-4 righe; hanno consistenza erbacea o cartilaginea, ma senza margini ialini; gli stereomi non sono divisi. Il ricettacolo, crestato, liscio o alveolato, è sprovvisto di pagliette (a protezione della base dei fiori). 
Fiori. I fiori sono tetra-ciclici (formati cioè da 4 verticilli: calice – corolla – androceo – gineceo) e pentameri (calice e corolla formati da 5 elementi). Si distinguono in:
- fiori del raggio (esterni): sono da 10 a 12 e sono femminili e sono disposti su una o più serie; la forma è ligulata (zigomorfa);
- fiori del disco (centrali): sono più numerosi (8-20) con forme brevemente tubulose (attinomorfe); sono ermafroditi e fertili.

- Formula fiorale:

*/x K {\displaystyle \infty }, [C (5), A (5)], G 2 (infero), achenio
- Calice: i sepali del calice sono ridotti ad una coroncina di squame.

- Corolla: 
  - fiori del raggio: la forma della corolla alla base è più o meno tubulosa-imbutiforme, mentre all'apice è ligulata; la ligula può terminare con alcuni denti; il colore è giallo;
  - fiori del disco: la forma è tubulare bruscamente divaricata in 4-5 brevi lobi; il colore è giallo.

- Androceo: l'androceo è formato da 5 stami sorretti da filamenti generalmente liberi; gli stami sono connati e formano un manicotto circondante lo stilo; le teche (produttrici del polline) sono troncate e non sono speronate. La base delle antere può essere lunga o corta con code ramificate oppure no (raramente sono prive di coda). Il tessuto dell'endotecio è a forma radiata o polarizzata. Le cellule del collare dei filamenti sono piatte o di tipo mammelloso.

- Gineceo: il gineceo ha un ovario uniloculare infero formato da due carpelli.[6] Lo stilo è unico e con due stigmi nella parte apicale. Gli stigmi spesso sono provvisti di peli acuti che terminano sopra la biforcazione senza raggiungerla, oppure da peli ottusi che terminano ben al di sotto della biforcazione. Le superfici stigmatiche confluiscono all'apice, mentre alla base sono separate in due distinte linee (lignee stigmatiche marginali[8]). Il polline è spinuloso.

- Antesi: la fioritura è scalare e si protrae per un tempo piuttosto lungo, da agosto a ottobre. Per la scalarità della fioritura, da settembre in poi fioritura e fruttificazione si sovrappongono sulla stessa pianta.

Frutti. I frutti sono degli acheni con pappo. Gli acheni in genere sono provvisti di 5 fasci vascolari; la forma è ellissoide apicalmente contratta. Talvolta sono presenti dei condotti o delle cavità resinose. La superficie è glabra o ricoperta da peli ghiandolari. L'epidermide dell'achenio è provvista di grandi cristalli di ossalato di calcio, oppure di cristalli simili alla sabbia, oppure ne è priva. Il pappo è peloso con peli riuniti alla base. Lunghezza degli acheni: 2 mm circa.

## Distribuzione e habitat

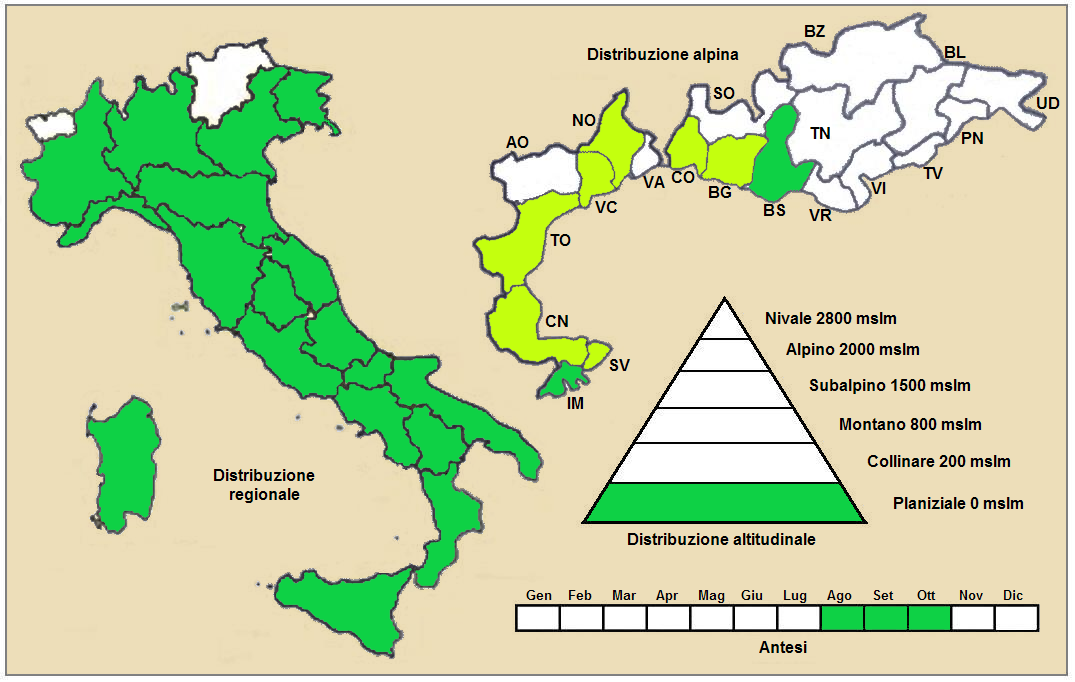
Distribuzione della pianta (Distribuzione regionale – Distribuzione alpina)

Geoelemento: il tipo corologico (area di origine) è  Euri-Mediterraneo. L'areale di origine di questa specie è costituito dalle regioni costiere del Mediterraneo, ma per la sua rusticità e capacità di adattamento, si spinge spesso verso l'interno e si è naturalizzata anche in altre regioni dell'Europa e nel Nordamerica.

Distribuzione: in Italia è comunissima in tutte le regioni della penisola e delle isole, mentre è meno frequente nel nord e nelle Alpi. Fuori dall'Italia, sempre nelle Alpi, questa specie si trova in Francia. Sugli altri rilievi collegati alle Alpi è presente nel Massiccio Centrale e Pirenei. Altrove si trova in tutto l'areale del Mediterraneo.

Habitat: l'habitat tipico per queste piante sono le aree ruderali, i greti dei torrenti, le spiagge, gli incolti umidi e i bordi delle vie. Il substrato preferito è calcareo ma anche calcareo/siliceo con pH basico, bassi valori nutrizionali del terreno che deve essere arido. 

Distribuzione altitudinale: sui rilievi alpini, in Italia, queste piante si possono trovare fino a 800 m s.l.m.; nelle Alpi frequentano quindi i seguenti piani vegetazionali: collinare (oltre a quello planiziale). 

## Fitosociologia
Areale alpino

Dal punto di vista fitosociologico alpino la specie di questa voce appartiene alla seguente comunità vegetale:
Formazione: delle comunità a emicriptofite e camefite delle praterie rase magre secche;
Classe: Lygeo-Stipetea
Areale italiano

Per l'areale completo italiano la specie di questa voce appartiene alla seguente comunità vegetale:
Macrotipologia: vegetazione casmofitica, glareicola ed epifitica
Classe: Thlaspietea rotundifolii Br.-Bl., 1948
Ordine: Scrophulario bicoloris-helichrysetalia italici Brullo, 1984
Alleanza: Euphorbion rigidae Brullo & Spampinato, 1990
Descrizione. L'alleanza Euphorbion rigidae è relativa alle comunità che si sviluppano su alluvioni provenienti dall’erosione di rocce prevalentemente metamorfiche ghiaioso-sabbiosa lungo i greti dei corsi d’acqua della Sicilia e dell’Italia meridionale. L’alleanza è endemica dell’Italia meridionale e della Sicilia. 
Specie presenti nell'associazione: Helichrysum italicum, Scrophularia canina, Micromeria graeca, Euphorbia rigida, Dittrichia viscosa, Artemisia campestris, Centranthus ruber, Lotus creticus, Lotus cytisoides, Ononis ramosissima, Calendula suffruticosa, Hyparrhenia hirta, Verbascum sinuatum, Foeniculum vulgare, Teucrium flavum, Lactuca viminea.
Altre alleanze e associazioni per questa specie sono:
- Arundion collinae
- Salicion pedicellatae

## Biologia
Impollinazione: tramite insetti (impollinazione entomogama tramite farfalle diurne e notturne).

Riproduzione: la fecondazione avviene fondamentalmente tramite l'impollinazione dei fiori.

Dispersione: i semi cadono a terra e vengono dispersi soprattutto da insetti come formiche (disseminazione mirmecoria). Un altro tipo di dispersione è zoocoria: gli uncini delle brattee dell'involucro (se presenti) si agganciano ai peli degli animali di passaggio che portano così i semi anche su lunghe distanze. Inoltre per merito del pappo (se presente) il vento può trasportare i semi anche per alcuni chilometri (disseminazione anemocora).

### Ecobotanica
È una specie tipicamente eliofila e ruderale, perciò si ritrova facilmente negli incolti, nei ruderi, lungo le strade e le capezzagne, nelle rupi e sulle scarpate. Per la sua rusticità e capacità di adattamento colonizza anche terreni poveri e siccitosi, pietrosi. Resiste bene allo sfalcio ricacciando vigorosamente e per la vischiosità delle foglie e l'aroma resinoso è rifiutata dal bestiame. Può diventare invasiva comportandosi come infestante nei pascoli degradati e nei filari delle piantagioni arboree (vigneti, oliveti, frutteti) estensive, mentre rifugge dai seminativi regolarmente lavorati su tutta la superficie.

### Biodiversità

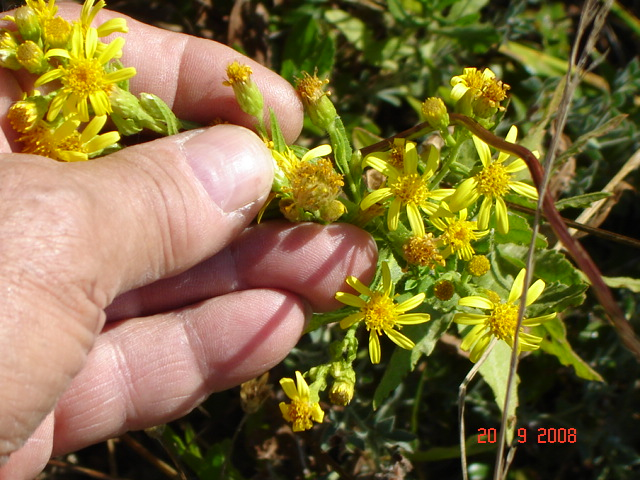
Galla di Myopites in formazione.

L'inula viscosa è attaccata dalla Myopites stylatus, un Dittero Tefritide galligeno. Questo insetto rappresenta l'ospite svernante dell'Eupelmus urozonus, un parassitoide polifago degli Imenotteri Calcidoidi che svolge 2-3 generazioni all'anno sulla mosca delle olive. Dal momento che l'Eupelmus è il più attivo antagonista naturale della mosca delle olive, la diffusione dell'inula negli incolti delle aree olivetate è fondamentale perché può contribuire al controllo del fitofago nei programmi di lotta integrata.
I rami più sviluppati della pianta sono uno dei siti preferenziali per la nidificazione delle vespe della carta appartenenti al genere Polistes, in particolare Polistes gallicus, una specie a distribuzione tipicamente mediterranea.

## Sistematica
La famiglia di appartenenza di questa voce (Asteraceae o Compositae, nomen conservandum) probabilmente originaria del Sud America, è la più numerosa del mondo vegetale, comprende oltre 23.000 specie distribuite su 1.535 generi, oppure 22.750 specie e 1.530 generi secondo altre fonti (una delle checklist più aggiornata elenca fino a 1.679 generi). 
La famiglia attualmente (2021) è divisa in 16 sottofamiglie; la sottofamiglia Asteroideae è una di queste e rappresenta l'evoluzione più recente di tutta la famiglia.

### Filogenesi
La tribù Inuleae (comprendente le Inulinae) è una delle 21 tribù della sottofamiglia Asteroideae). Da un punto di vista filogenetico, la tribù Inuleae, all'interno della sottofamiglia, fa parte del gruppo "Helianthodae". La sottotribù Inulinae è caratterizzata dalla particolare pubescenza dello stilo e dagli acheni con cristalli di ossalato di calcio. Il genere Dittrichia è caratterizzato da acheni contratti e dal pappo formato da alcune setole connate in una cupola.
I caratteri distintivi della specie  Dittrichia viscosa  sono:
- il portamento è erbaceo perenne con altezza media di 4-15 dm;
- la forma delle foglie varia da lanceolata a ovato-lanceolata;
- il diametro dei capolini è di 1-1,5 cm;
- le ligule dei fiori periferici superano l'involucro.

Il numero cromosomico delle specie di questa voce è: 2n = 18.

### Variabilità
Per questa specie sono riconosciute le seguenti sottospecie:
- Dittrichia viscosa subsp. angustifolia (Bég.) Greuter, 2003 - Distribuzione: Mediterraneo orientale
- Dittrichia viscosa subsp. maritima  (Brullo & De Marco) Greuter, 2003 - Distribuzione: Portogallo
- Dittrichia viscosa subsp. revoluta  (Hoffmanns. & Link) P.Silva & Tutin, 1973 - Distribuzione: Portogallo
- Dittrichia viscosa subsp. viscosa (è la stirpe principale) - Distribuzione: Mediterraneo centro-occidentale. L'unica sottospecie presente in Italia.[11]

### Sinonimi
Sono elencati alcuni sinonimi per questa entità:
- Conyza viscosa (L.) Steud.
- Cupularia viscosa  (L.) Godr. & Gren.
- Erigeron viscosus  L.
- Helenium viscosum  (L.) Kuntze
- Inula viscosa  (L.) Aiton
- Paniopsis viscosa  (L.) Raf.
- Pulicaria viscosa  (L.) W.D.J.Koch
- Solidago viscosa  (L.) Lam.

## Utilità

### Farmacopea
All'Isola d'Elba e in Corsica è attualmente usata da residenti e turisti per curare le bruciature della pelle da parte delle meduse e le punture di api e vespe schiacciando le foglie fresche sulla pelle con ottimi risultati.

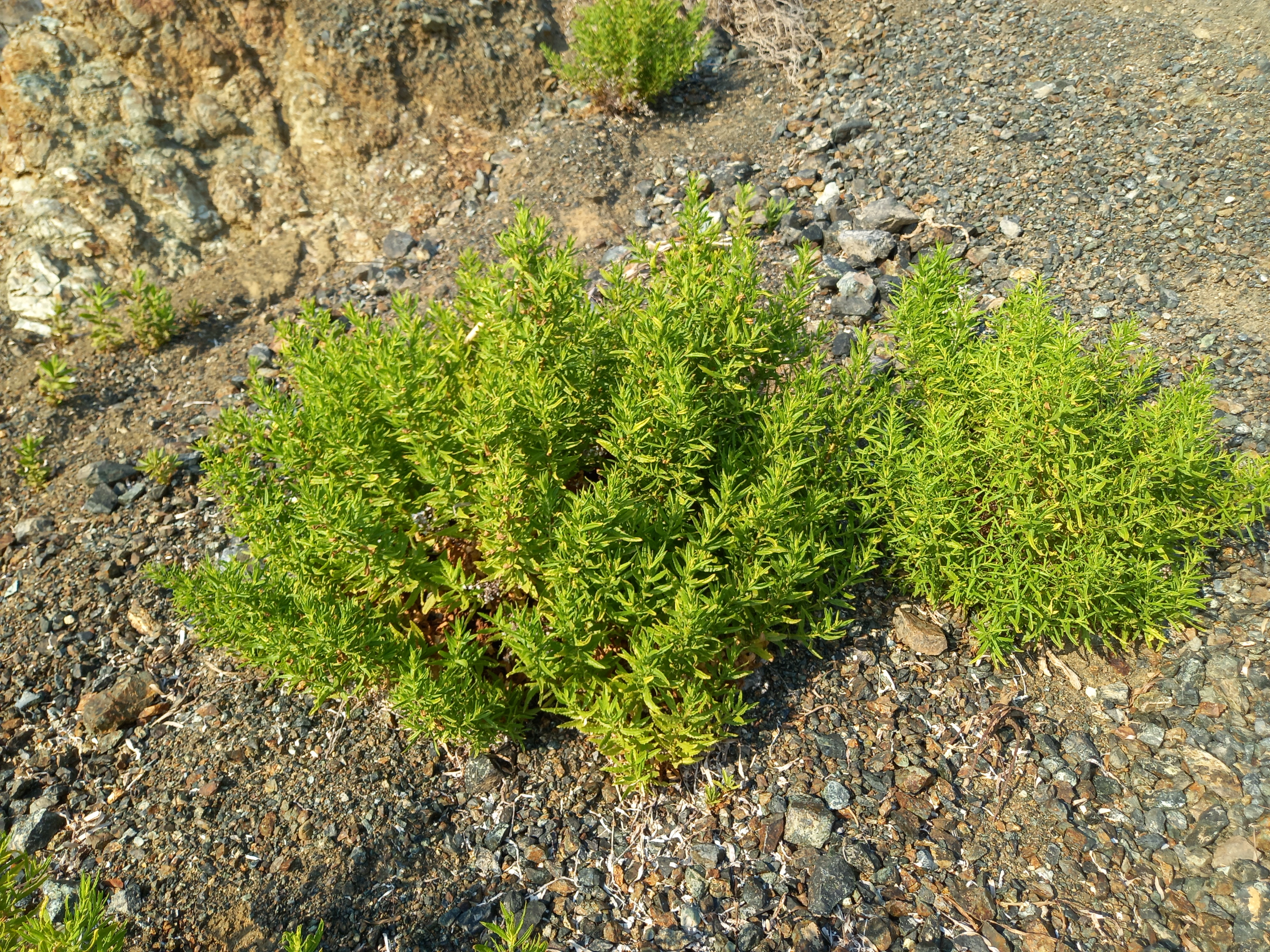
Pianta sulla spiaggia del Giardino all'Isola d'Elba

In alcune regioni della Sardegna sarebbe stata usata, in passato, come lenitivo per i dolori reumatici..
In Sicilia le venivano attribuite proprietà emostatiche e cicatrizzanti. 
In Toscana le foglie fresche venivano utilizzate per combattere l'eccessiva sudorazione dei piedi. Mentre in Liguria le foglie essiccate venivano utilizzate dagli indigenti quale succedaneo del tabacco.
Era usata per tenere lontani i topi dai fienili, dove veniva miscelata con il fieno.

### Apicoltura
L'importanza principale dell'inula risiede nel fatto che è una pianta mellifera abbondantemente bottinata dalle api, soprattutto per l'abbondante produzione di polline e per la lunga fioritura. Questa pianta contribuisce pertanto alla produzione nella tarda estate e in autunno di miele millefiori e, in zone di forte diffusione, miele monoflora.
Il miele di inula è poco apprezzato dal mercato sia per il sapore sia per la cristallizzazione irregolare. In media ha un'umidità più alta rispetto ad altri mieli e questo aspetto pone problemi per la conservazione in quanto a temperature moderatamente alte può andare facilmente incontro a fermentazioni. Il tenore in idrossimetilfurfurolo è spesso mediamente più alto rispetto ad altri mieli, indice di una minore stabilità di questo prodotto. L'inula viscosa avrebbe una particolare utilità, invece, per la costituzione di famiglie forti, allo scopo di produrre sciami nella primavera successiva.
Autunni caldi possono portare ad una sovrapposizione della fioritura del corbezzolo con quella dell'inula. Pur avendo habitat differenti, corbezzolo e inula possono trovarsi a distanze relativamente brevi e le api bottinatrici possono visitare l'inula per prelevare sia il nettare sia il polline. Di conseguenza è possibile un inquinamento del miele di corbezzolo, molto più pregiato, con nettare e polline dell'inula.